# 高峰镇 (重庆市)
高峰镇，是中华人民共和国重庆市万州区下辖的一个乡镇级行政单位。

## 行政区划
高峰镇下辖以下地区：
高峰社区、鹿山社区、赵家村、兴隆村、雷家村、相思村、吟水村、大寨村、朝阳村、洪安村、石羊村、灵凤村和马岭村。